# Movimento antigênero

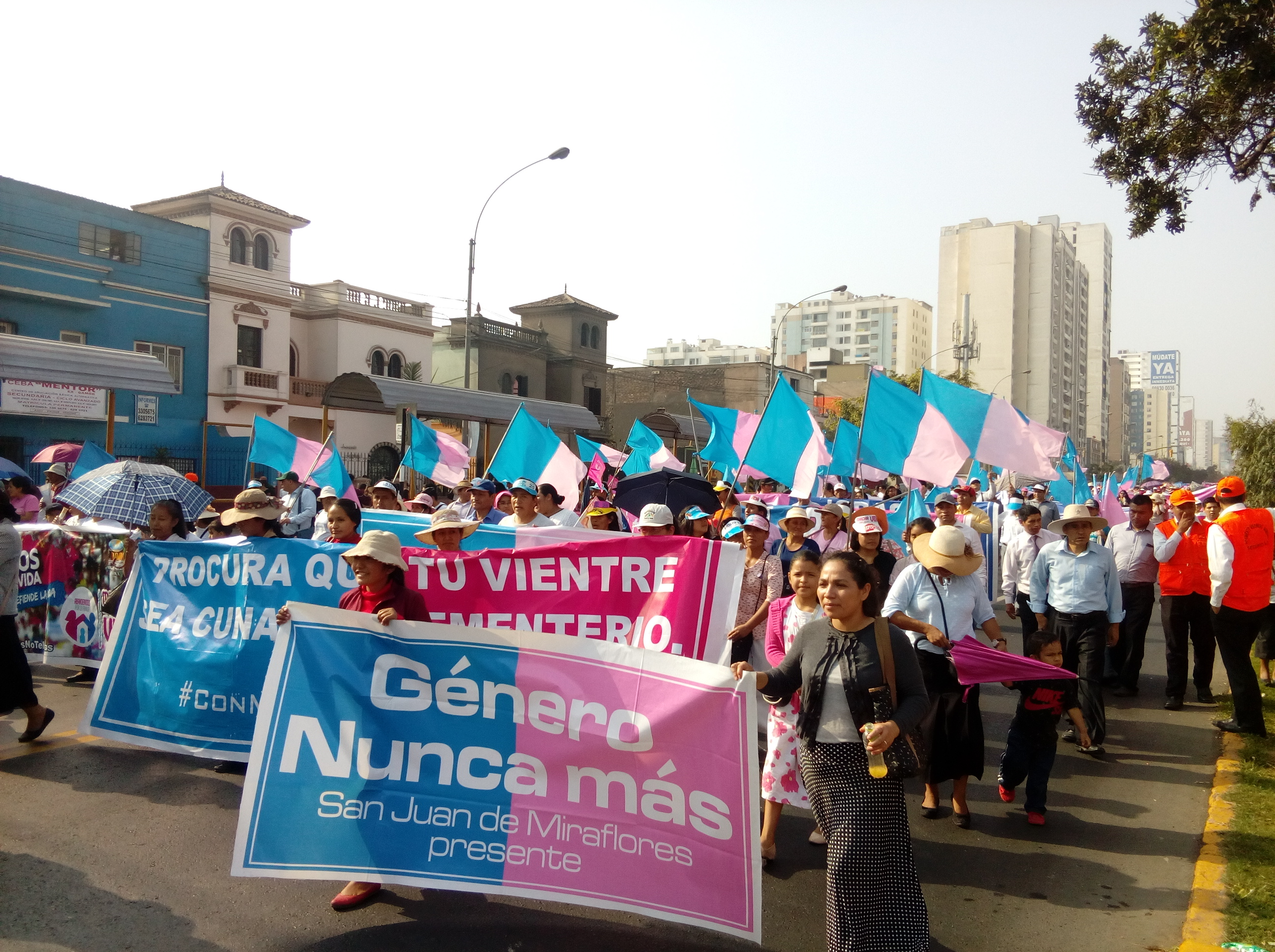
"Gênero nunca mais": manifestantes de Con mis hijos no te metas ("Não mexam com meus filhos") durante uma marcha pró-vida em Lima, Peru, 2018

Movimento antigênero (português brasileiro) ou antigénero (português europeu) é um fenômeno global que se opõe a conceitos frequentemente chamados de "ideologia de gênero" ou "teoria de gênero". Esses termos não têm uma definição clara e consistente, mas são comumente usados pelo movimento para criticar uma série de questões relacionadas à igualdade de gênero, direitos LGBT e estudos de gênero. Originado no final do século XX e ganhando atenção significativa por volta de 2012, o movimento atraiu apoio de grupos populistas de direita, organizações religiosas conservadoras e conservadores sociais em todo o mundo. Ele retrata os avanços na inclusão de gênero e nos direitos LGBT como ameaças às estruturas familiares tradicionais, aos valores religiosos e às normas sociais estabelecidas.
O movimento tem sido criticado por promover a discriminação e minar as proteções dos direitos humanos, particularmente aquelas relativas a indivíduos com identidades de gênero e orientações sexuais diversas. Críticos argumentam que o movimento emprega desinformação para deslegitimar esforços em direção à inclusão de gênero e tem sido descrito como uma forma de pânico moral ou teoria da conspiração. Organismos internacionais, incluindo a ONU Mulheres, classificam-no como um movimento radical antidireitos que usa uma retórica que estimula o ódio. O Serviço Canadense de Inteligência de Segurança observou seu potencial para incitar "violência extrema" contra comunidades LGBT. Em alguns contextos, o movimento se alinha ao populismo de extrema direita, ao conservadorismo religioso e, mais recentemente, às críticas radicais aos direitos dos transgêneros em certos discursos feministas.
Operando em escala transnacional, o movimento emprega estratégias como lobby político, protestos públicos e iniciativas legislativas para resistir a políticas que promovem a igualdade de gênero e a inclusão LGBT. Sua oposição tem como alvo vários domínios, incluindo direitos reprodutivos, políticas de gênero lideradas pelo governo, integração de perspectivas de gênero em políticas públicas) e disciplinas acadêmicas como estudos de gênero. Enquanto alguns elementos dentro do movimento se concentram especificamente em se opor a certos direitos LGBT, outros abordam preocupações mais amplas sobre mudanças sociais relacionadas a gênero.
Acadêmicos destacaram a natureza distinta do movimento em comparação às formas tradicionais de antifeminismo.  Acadêmicos como Stefanie Mayer e Birgit Sauer caracterizam o termo "ideologia de gênero" como um "significante vazio", um rótulo flexível usado para se opor a políticas de gênero progressistas. Agnieszka Graff descreve-o como um termo abrangente para questões criticadas por grupos católicos conservadores.

## Terminologia
O termo ideologia de género, central para o movimento antigénero, carece de uma definição consistente ou coerente e abrange uma vasta gama de questões. Estudiosos como Stefanie Mayer e Birgit Sauer descrevem-no como um “significante vazio”, enquanto Agnieszka Graff caracteriza-o como um termo genérico para ideias criticadas por católicos conservadores.
Os termos ideologia de gênero, teoria de gênero e generismo são frequentemente usados de forma intercambiável pelo movimento, mas são distintos do campo acadêmico dos estudos de gênero. Nos estudos de gênero, existem debates e desacordos substanciais; no entanto, estas nuances são normalmente ignoradas pelos defensores antigênero. Elizabeth Corredor argumenta que a ideologia de gênero funciona como um desafio político e epistemológico às ideias emancipatórias em torno do género, do sexo e da sexualidade.Corredor também observa que o movimento antigênero explora as divisões internas dos movimentos feministas e LGBT para promover a sua agenda.
O movimento acusa uma gama diversificada de indivíduos e grupos de promover ideologia de gênero. Isso inclui políticos, especialmente aqueles identificados como liberais, verdes ou de esquerda; ativistas dos direitos das mulheres e LGBT; agentes de políticas de gênero na administração pública; e acadêmicos especializados em estudos de gênero. Ao enquadrar estes atores como defensores da ideologia de gênero, o movimento consolida a oposição às iniciativas de equidade e diversidade de gênero.

## Teorias de origem

### Conferências internacionais em meados da década de 1990
As origens do movimento antigênero podem ser rastreadas até às discussões dentro da Igreja Católica na década de 1990. Estas discussões foram uma resposta aos resultados da Conferência Internacional das Nações Unidas sobre População e Desenvolvimento de 1994 e da Conferência Mundial sobre as Mulheres de 1995, durante as quais a ONU começou a reconhecer formalmente os direitos sexuais e reprodutivos. A Santa Sé expressou preocupação de que tal reconhecimento pudesse levar à classificação do aborto como um direito humano, à erosão da maternidade tradicional e à normalização da homossexualidade. Neste contexto, o termo gênero foi percebido pela Santa Sé como uma estratégia para desafiar e desestabilizar a "família natural".
Em 1997, a jornalista americana Dale O'Leary, associada ao Opus Dei e conhecida por sua postura antiaborto, publicou um livro intitulado The Gender Agenda, onde compara o conceito de gênero a uma operação secreta, afirmando: "a Agenda de Gênero navega nas comunidades não como um navio alto, mas como um submarino, determinado a revelar o mínimo possível de si mesmo". A base teológica para a oposição da Igreja Católica à teoria de gênero estava enraizada na teologia do corpo de João Paulo II, que enfatizava os papéis complementares e distintos dos sexos.
Embora o quadro conceitual do movimento antigênero tenha sido estabelecido em 2003, protestos visíveis associados ao movimento começaram a surgir em países europeus por volta de 2012-2013. Em 2019, o movimento expandiu-se para além das suas origens católicas, ganhando um apoio mais amplo nos círculos políticos de direita, embora os intervenientes católicos continuem a ser proponentes significativos.

### Origens na Igreja Católica na década de 1980
Uma teoria alternativa remonta as origens do movimento antigênero ao início da década de 1980, durante o mandato do cardeal Joseph Ratzinger, que mais tarde se tornou o Papa Bento XVI. Naquela época, Ratzinger observou a popularidade da literatura feminista na Alemanha, que argumentava que o gênero era socialmente construído . Além disso, ele destacou mudanças na lei alemã que permite que indivíduos transgêneros mudem legalmente de gênero, acontecimentos que atraíram o escrutínio do Vaticano. A pesquisadora Mary Anne Case afirma que as reivindicações pelos direitos dos transgêneros, juntamente com a defesa feminista, eram preocupações fundamentais do Vaticano em relação ao gênero. Estas questões não foram acréscimos recentes, mas sim centrais para o enfoque da Igreja na influência dos desenvolvimentos jurídicos seculares relacionados com o gênero.

### Origens nos Estados Unidos na década de 1970
Emerson Hodges, analista de pesquisa do Southern Poverty Law Center (SPLC), sediado no Alabama, afirma que a história do conceito remonta aos anos 1970 nos Estados Unidos, onde evoluiu do termo "agenda gay". Hodges afirma que este termo foi criado por grupos religiosos.

## Desenvolvimentos posteriores

### Feminismo radical trans-excludente ou feminismo crítico de gênero
As acadêmicas Serena Bassi e Greta LaFleur observam que o movimento feminista radical trans-excludente (TERF) e o movimento antigênero raramente são tratados como distintos, apesar das suas origens e objetivos diferentes. A pesquisa de Pearce, Erikainen e Vincent observa que o termo ideologia de gênero, historicamente central para o movimento antigênero, começou a ganhar força no discurso TERF por volta de 2016.
Claire Thurlow argumenta que o feminismo crítico de gênero muitas vezes se baseia em tropos transfóbicos, pânicos morais e visões essencialistas de homens e mulheres. Estas características, afirma ela, alinham o feminismo trans-excludente com as políticas reacionárias antifeministas e outros movimentos antigênero. Judith Butler caracterizou o movimento da ideologia antigênero como um fenêmeno neofascista e alertou os indivíduos e grupos de esquerda contra o seu alinhamento.
Esta sobreposição de retórica e estratégias destaca as ligações entre o feminismo trans-excludente e as campanhas antigênero mais amplas, apesar dos seus diferentes fundamentos ideológicos.

### Influência estrangeira
Um relatório de 2021 encomendado pelo Parlamento Europeu identificou uma conexão entre a ascensão do movimento antigênero na Europa e o financiamento de campanhas de desinformação. Estas campanhas foram apoiadas em grande parte pela Rússia, bem como por grupos de extrema-direita e de direita cristã. O relatório destacou que a estratégia geopolítica do governo russo inclui promover alianças com grupos com ideias semelhantes e desestabilizar deliberadamente a União Europeia (UE), o que envolve o apoio a facções de direita na UE para amplificar a dissidência e minar a coesão do bloco europeu.

## Figuras e questões centrais
Os principais proponentes do movimento antigênero incluem Dale O'Leary, Michel Schooyans, Tony Anatrella, Gabriele Kuby e Marguerite Peeters. Segundo Łukasz Wawrowski, não é possível haver um discurso científico entre estudiosos de estudos de gênero e defensores do antigênero, porque para os primeiros, gênero é um conceito científico que pode ser pesquisado e falsificado, enquanto os segundos derivam seus argumentos de verdades transcendentes transmitidas por Deus, que não estão sujeitas à verificação empírica.
No Parlamento Europeu, os fortes resultados eleitorais de partidos nacionais como a italiana Lega Nord, o britânico Partido Brexit (que deixou o parlamento em 31 de janeiro de 2020), o polonês Lei e Justiça, o húngaro Fidesz e o francês Rassemblement National contribuíram para o aumento do movimento antigênero. A maioria desses eurodeputados pertence aos grupos parlamentares populistas e nacionalistas de direita, Identidade e Democracia (ID) ou Reformistas e Conservadores Europeus (RCE). Contudo, também há membros do Parlamento Europeu que representam estas opiniões nos grupos do Partido Popular Europeu (PPE) e da Aliança Progressista dos Socialistas e Democratas (S&D).
Os membros do movimento antigênero opõem-se a alguns direitos reprodutivos, particularmente ao aborto, bem como aos direitos LGBT, especialmente ao casamento entre pessoas do mesmo sexo, juntamente com algumas campanhas contra a violência baseada no gênero. Eles também podem fazer campanha contra programas anti-bullying, de educação sexual nas escolas e de estudos de gênero no ensino superior. Segundo Kováts, no entanto, nem todos os movimentos que se enquadram no rótulo de “antigênero” (por se oporem ao “gênero” ou à “ideologia de gênero”) são abertamente antifeministas ou anti-LGBT, visto que o fenômeno antigênero é novo e distinto do antifeminismo e da homofobia anteriores. O movimento antigênero não é sinônimo de extrema-direita, uma vez que nem todos os movimentos de extrema-direita defendem visões antigênero e essa temática estende-se para além da extrema-direita.

### Ideologia de gênero
O movimento antigênero frequentemente usa o termo "ideologia de gênero". Os ativistas antigênero podem retratar a União Europeia e outras organizações internacionais como manipuladas por vários grupos de pressão, como os bilionários americanos, os marxistas culturais, os maçons, as feministas, os LGBT e/ou os judeus. Para promover a ideia de que o gênero é um conceito estrangeiro imposto por uma cabala secreta de elites corruptas, utilizam frequentemente a palavra inglesa gender, em vez de uma tradução para a língua local. Os proponentes apresentam-se como defensores das liberdades de expressão, pensamento e consciência contra a "ideologia de gênero", que eles rotulam como "totalitária", cujo propósito seria enfraquecer, minar ou destruir famílias, a Igreja Católica, a nação e/ou a civilização ocidental.

## Conceitos relacionados
Segundo os sociólogos Roman Kuhar e David Paternotte, "a invenção da 'ideologia de gênero' está intimamente ligada aos debates no seio da Igreja Católica". O Papa Francisco comparou a "ideologia de gênero" às armas nucleares e afirmou que elas iriam minar a posição da Igreja Católica sobre a complementaridade de gênero, classificando-a como um dos "Herodes que destroem, que tramam desígnios de morte, que desfiguram o rosto do homem e da mulher, destruindo a criação". Em 2019, a Igreja Católica divulgou o primeiro grande documento que trata especificamente da ideologia de gênero, que afirma que existem apenas dois gêneros ou sexos biologicamente determinados. Segundo Corredor,
A perspectiva da Santa Sé depende profundamente de uma relação estável e previsivelmente correlacionada entre sexo biológico, identidade de gênero e orientação heterossexual, expressa nos termos da Igreja Católica como a única unidade natural de mente, corpo e alma. Como se acredita que essa unidade está enraizada na natural e na lei divina - como um criação de Deus direto - ela transcende os arranjos políticos, históricos e sociais moldados pelo homem.
O movimento antigênero está intimamente relacionado com o populismo de direita, o nacionalismo e a direita cristã. Segundo Kuhar e Paternotte, “as campanhas antigênero [não] são a consequência direta da onda populista de direita, mas a mudança para a direita reforça essas campanhas e fornece-lhes novos apoiantes que assumiram um conceito de ‘ideologia de gênero’ que partilha algumas estruturas ideológicas com a ideologia populista de direita”. Em consonância com o seu enquadramento populista, referendos são frequentemente utilizados para garantir os resultados desejados pelo movimento antigênero.

## Análises e respostas
A ONU Mulheres descreveu os movimentos antigênero, críticos de gênero e pelos direitos dos homens como movimentos antidireitos que levaram as tentativas de "enquadrar a igualdade para as mulheres e as pessoas LGBTIQ+ como uma ameaça aos chamados valores familiares 'tradicionais' [...] a novos extremos" e que "usam propaganda odiosa e a desinformação para visar e tentar deslegitimar pessoas com orientações sexuais, identidades de gênero, expressões de gênero e características sexuais diversas".

### Reação ou movimento proativo
É contestado até que ponto o movimento antigênero é uma reação a acontecimentos e outros movimentos, ou um movimento proativo que tenta criar mudanças sociais. Hande Eslen-Ziya argumenta que o movimento assenta no que ela chama de "ciência troll", que descreve como "argumentos científicos (distorcidos) moldados num discurso populista, criando uma narrativa alternativa sobre as concepções de igualdade de gênero".
Um projeto de investigação financiado pela UE sobre o movimento antigênero, intitulado RESIST, analisou essa retórica nos debates parlamentares e na cobertura mediática na Hungria, Polônia e Reino Unido, e concluiu que os principais intervenientes na promoção e perpetuação das políticas antigênero são principalmente "homens da direita conservadora e da direita radical/extrema na Europa" e que os meios de comunicação desempenharam um papel em "fomentar deliberadamente um pânico moral prejudicial contra as identidades transgênero", o que torna as pessoas transgênero alvos um "debate implacável sobre a legitimidade dos seus direitos e vidas".
De acordo com Marta Rawłuszko, o movimento antigênero é, em parte, uma reação contra a devolução de poder de governos nacionais democraticamente eleitos para órgãos de igualdade não eleitos e organizações internacionais, como a União Europeia, que exigem mudanças. Como estas políticas não são aprovadas pelos eleitores ou pelos seus representantes eleitos, geram um déficit democrático. Ela observa que “as políticas de igualdade de gênero foram implementadas sem envolver um público mais vasto ou um debate público”.
No entanto, Paternotte argumenta que retratar o movimento antigênero como uma “reação negativa” é “conceitualmente falho, empiricamente fraco e politicamente problemático”, porque a pesquisa comparativa demonstrou que, em diferentes países, o ativismo antigênero é “desencadeado por questões extremamente diferentes”.

### Conspiracionismo
A ideia de ideologia de gênero tem sido descrita como um pânico moral ou uma teoria da conspiração. De acordo com dois psicólogos políticos que escrevem para The Conversation, o conspiracionismo contribuiu para um debate na Polônia em 2020 sobre "se a pandemia do coronavírus é um castigo para a teoria de gênero". Uma pesquisa da Ipsos realizada em outubro de 2019 concluiu que vários homens polacos com menos de 40 anos acredita que “o movimento LGBT e a ideologia de gênero” são a “maior ameaça que enfrentam no século XXI”.

### Democracia e liberalismo
O surgimento e o sucesso dos movimentos antigênero são considerados pelo cientista político Eszter Kováts como um sintoma de uma crise socioeconêmica, política e cultural mais profunda da democracia liberal e uma reação ao neoliberalismo. Da mesma forma, a cientista política Birgit Sauer refere-se a estes movimentos como, entre outras coisas, uma reação à desregulamentação, à precarização do trabalho, à erosão do Estado de bem-estar social e ao alargamento do fosso entre ricos e pobres. Na revista LuXemburg de 2018, a socióloga Weronika Grzebalska e os cientistas políticos Eszter Kováts e Andrea Pető analisam o termo gênero como a "cola simbólica" do movimento antigênero, que une diferentes atores políticos e religiosos que, de outra forma, não cooperariam entre si. Eles encaram a “ideologia de gênero” contra a qual estes atores se mobilizam como uma metáfora para a insegurança e a injustiça produzidas pela ordem socioeconômica neoliberal.
Aqueles que apoiam a ideologia de gênero são deslegitimados, negando o pluralismo e minando a democracia liberal, de forma semelhante ao o que a extrema-direita faz. Lorena Sosa, professora assistente no Instituto Holandês de Direitos Humanos (SIM), afirma que o movimento antigênero desafiou os direitos humanos, como a proteção contra a violência contra as mulheres e contribuiu para a erosão democrática.
Pető argumenta que "O movimento antigênero não é meramente outro desdobramento do antifeminismo centenário... O movimento antigênero é um fenômeno fundamentalmente novo que foi lançado para estabelecer uma nova ordem mundial." Ela também argumenta que o movimento "está saturado de ódio" — citando assédio online contra pesquisadores de gênero — e argumenta que ele "ataca o liberalismo e, portanto, a democracia".
Em fevereiro de 2024, o Centro de Avaliação Integrada do Terrorismo do Canadá divulgou uma avaliação, concluindo que "o ecossistema de retórica violenta dentro do movimento antigênero, combinado com outras visões de mundo extremas, pode levar à violência grave". Em junho de 2023, um professor associado e dois alunos foram esfaqueados enquanto assistiam a uma aula de estudos de gênero na Universidade de Waterloo. Em 2023, Elżbieta Korolczuk argumentou que "embora as atividades do movimento antigênero sejam geralmente não violentas, as suas estratégias discursivas e campanhas devem ser analisadas mais aprofundadamente como possíveis transportadores para o envolvimento no extremismo violento".

### Direitos LGBT e igualdade de gênero
Marie Wittenius, do Instituto Gunda Werner para o feminismo e a democracia de gênero, argumenta que o termo “ideologia de gênero” “funciona como uma ampla área de projeção para o racismo, o antissemitismo, a homofobia e a transfobia, para as ideias étnico-nacionalistas, bem como para a hostilidade em relação às elites”.
Em agosto de 2021, a Comissária para os Direitos Humanos do Conselho da Europa, Dunja Mijatović, disse que o movimento antigênero estava a "instrumentalizar preconceitos sociais existentes e a atacar verbalmente pessoas LGBTI para atingir objetivos políticos em seu próprio benefício" e disse que a perseguição de "pessoas LGBTI para ganho político é uma estratégia dispendiosa que prejudica as vidas e o bem-estar dos afetados e prejudica a coesão social em geral". A Comissária disse que "ao permearem o cenário político, os movimentos antigênero estão cada vez mais bem posicionados para corroer a proteção dos direitos humanos na Europa" e concluiu que "ao defender as pessoas LGBTI, defendemos a igual dignidade humana de todos, protegemos o bem-estar das nossas sociedades e a força do nosso precioso sistema de direitos humanos".
Em fevereiro de 2022, a Comissão dos Direitos da Mulher e da Igualdade de Gênero do Parlamento Europeu organizou uma audiência pública sobre “Combater o movimento antigénero”, destacando o movimento antigénero como uma ameaça à igualdade de gênero.
Em março de 2024, a filósofa Judith Butler publicou seu livro intitulado Quem tem medo de gênero? após ser atacada em um aeroporto em São Paulo, Brasil, por manifestantes antigênero em 2017. Butler usa a expressão “movimento anti-ideologia de género” para descrever o fenômeno transnacional de atores de extrema-direita que transformam o conceito de “ideologia de gênero” numa “fantasia psicossocial” que alimenta as ansiedades e os medos que rodeiam a “família tradicional”.
O Serviço Canadense de Inteligência de Segurança disse em 2024 que o “movimento antigênero” representa uma ameaça de “violência extrema” que pode ter como alvo a comunidade LGBTQI+.